# Beautiful Freak (musiksingel)
Beautiful Freak är en låt och musiksingel av Eels. Singeln släpptes år 1997 i Europa. Omslaget är detsamma som användes till Your Lucky Day in Hell, dock med annan text.

## Låtlista
1. Beautiful Freak
2. Susan's Apartment (Mike Simpson Remix)
3. Mental (LP-version)
4. Altar Boy (tidigare outgiven)